# Алпайн (месторождение)
Алпайн (англ. Alpine) — нефтяное месторождение в США, которое находится в северной части штата Аляски. Открыто в 2000 году. Начальные запасы нефти составляет 200 млн тонн.
У Алпайна есть месторождении-спутники: Фьорд, Нанук, Лукаут, Спарк и Уэст-Алпайн. Нефтеносность связана с отложениями юрской системы.
Оператором месторождение является нефтяная компания ConocoPhillips (78 %). Другим участником является Anadarko Petroleum (22 %). Добыча нефти 2008 году в Алпайне составила 5,8 млн тонн в год, а Нануке и Фиорде 1,8 млн тонн в год.